# Stazione di Keisei Funabashi
La Stazione di Keisei Funabashi (京成船橋駅?, Keisei Funabashi-eki) è una stazione ferroviaria della città di Ichikawa, nella prefettura di Chiba, in Giappone, e servente la linea principale Keisei delle ferrovie Keisei. Presso questa stazione fermano tutte le tipologie di treni, ed è inoltre direttamente collegata a quella di Funabashi, servente la linea principale Sōbu della JR East.

## Linee
Ferrovie Keisei
● Linea principale Keisei

## Struttura
La stazione è dotata di due binari passanti su viadotto in curva con due marciapiedi laterali. Il fabbricato viaggiatori si trova sopra di essi 
| 1 | ■ Linea principale Keisei | per Keisei Yawata, Aoto, Nippori, Keisei Ueno per Oshiage, linea Asakusa e linea Keikyū principale |
| 2 | ■ Linea principale Keisei | per Tsudanuma, Narita Aeroporto e Keisei-Chiba                                                     |

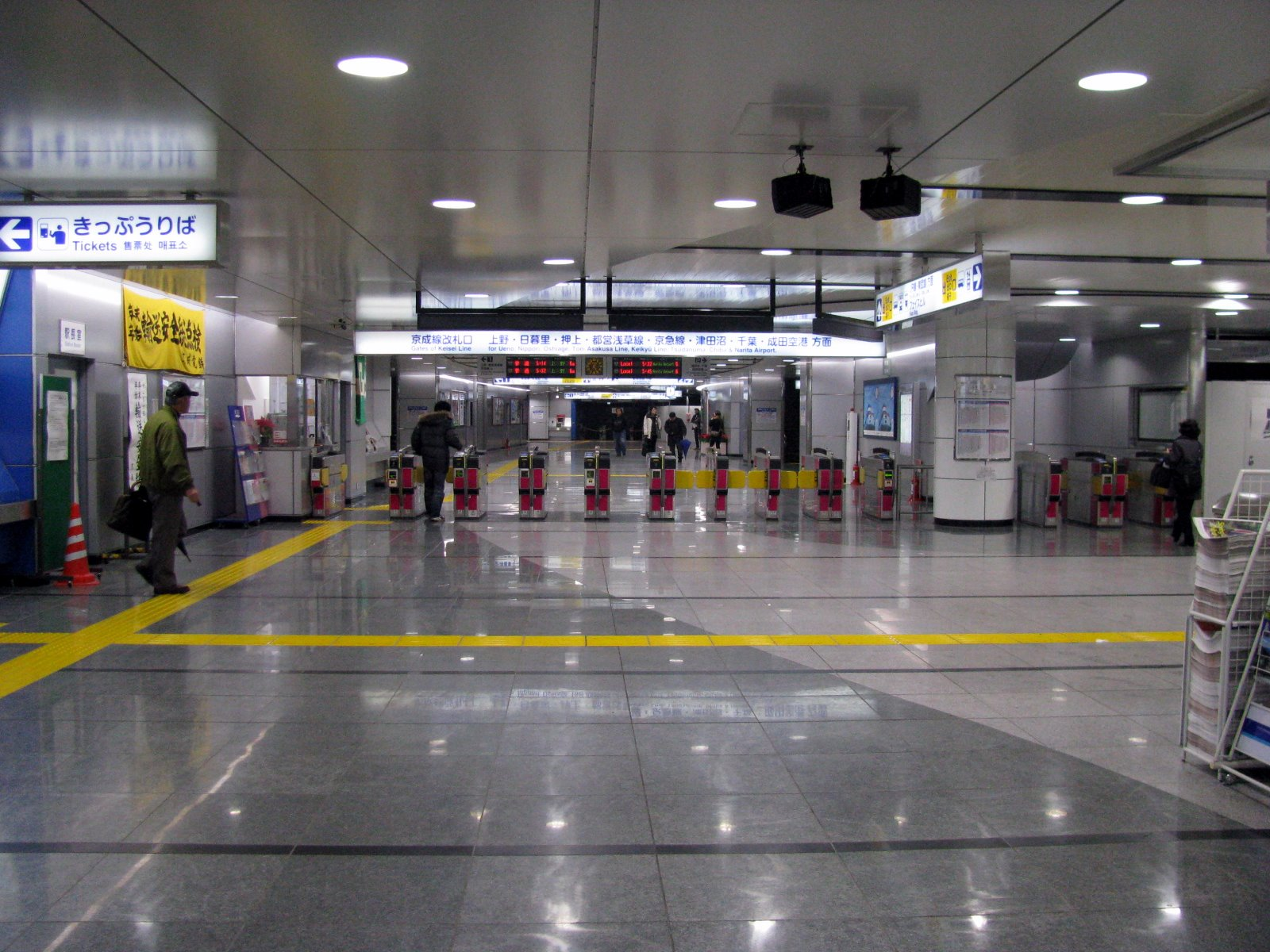
Vista del mezzanino
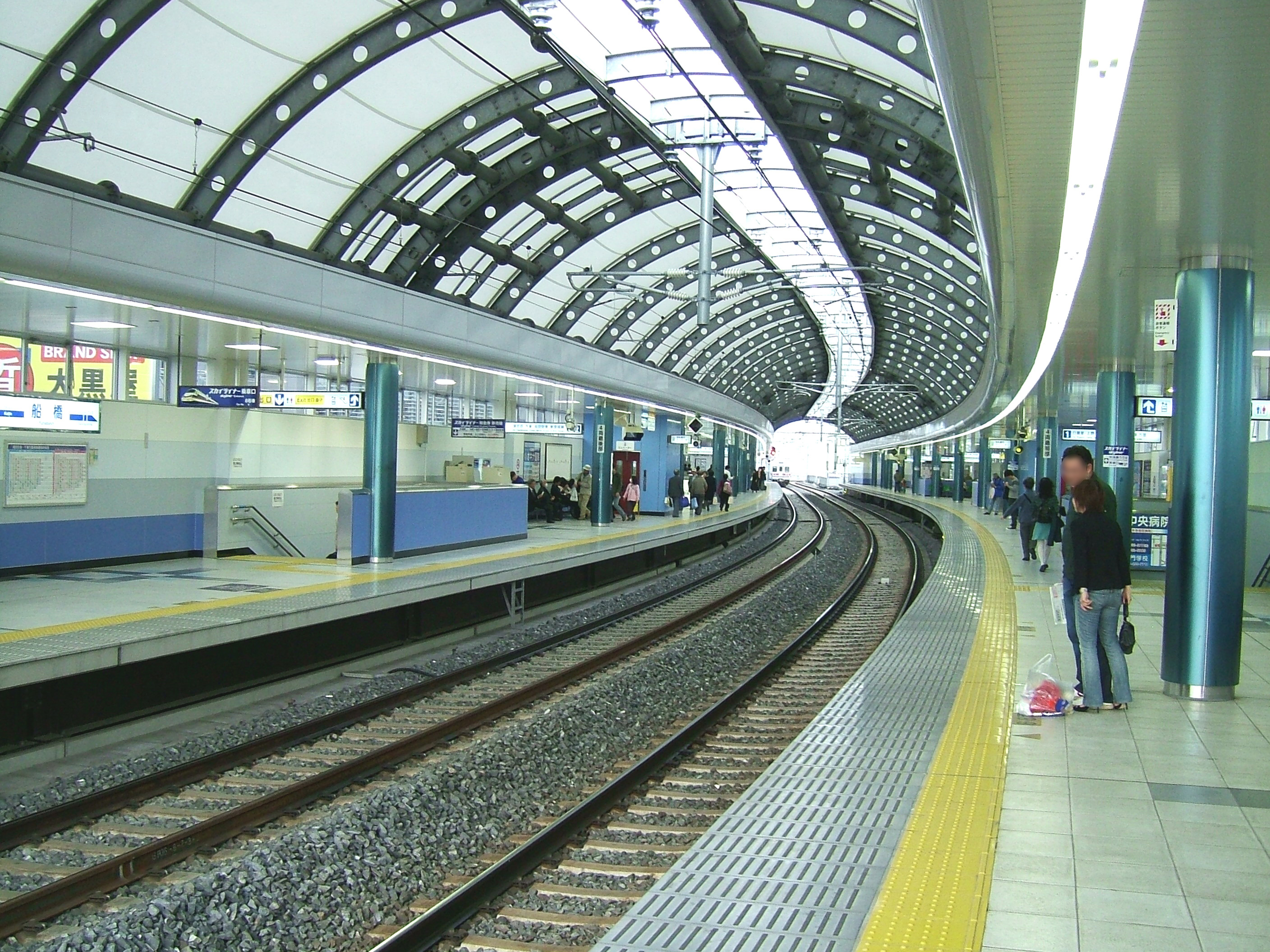
I binari della stazione
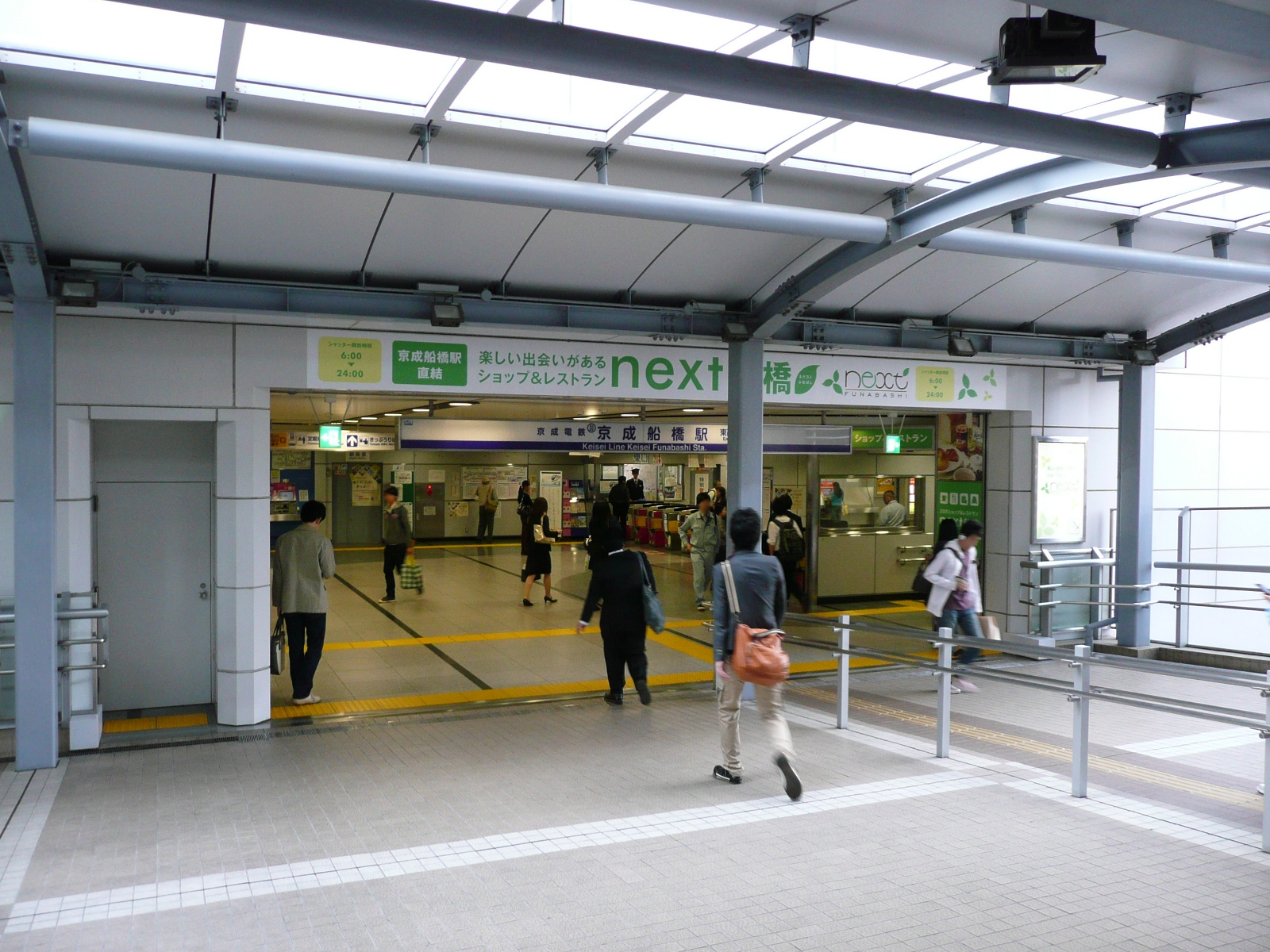
Una delle entrate alla stazione

## Stazioni adiacenti
| «                       | Servizio                                                     | »                       |
| Linea Keisei principale | Linea Keisei principale                                      | Linea Keisei principale |
| ----------------------- | ------------------------------------------------------------ | ----------------------- |
| Kaijin                  | ■ Locale                                                     | Daijingū-Shita          |
| Higashi-Nakayama        | ■ Rapido                                                     | Funabashi-Keibajō       |
| Keisei Yawata           | ■ Espresso Limitato ■ Esp. Lim. pendolari ■ Esp. Lim. Rapido | Keisei Tsudanuma        |